# Briaucourt, Haute-Saône
Briaucourt är en kommun i departementet Haute-Saône i regionen Bourgogne-Franche-Comté i östra Frankrike. Kommunen ligger i kantonen Saint-Loup-sur-Semouse som tillhör arrondissementet Lure. År 2022 hade Briaucourt 250 invånare.

## Befolkningsutveckling
Antalet invånare i kommunen Briaucourt
| Referens: INSEE |